# ادوار کندوو
ادوار کندوو (انگلیسی: Édouard Candeveau؛ ۱۱ فوریه ۱۸۹۸ – ۱۲ نوامبر ۱۹۸۹) قایقران روئینگ اهل سوئیس بود.
وی در مسابقات کشوری و بین‌المللی در مجموع برندهٔ ۵ مدال طلا، ۱ مدال نقره، ۲ مدال برنز شده‌است.